# Palacio de Justicia del Condado de Ingham
El Palacio de Justicia del Condado de Ingham (en inglés Ingham County Courthouse) es un edificio histórico del gobierno ubicado en 315 South Jefferson Street en Mason, una ciudad en el estado de Míchigan (Estados Unidos). Ocupa una manzana entera delimitada por South Jefferson, East Ash, South Barnes y East Maple Street. Construido de 1902 a 1904, es el tercer palacio de justicia del condado de Ingham y el segundo en este bloque, que está directamente al norte del sitio del primer palacio de justicia. Diseñado por el conocido arquitecto de Lansing Edwyn A. Bowd en estilo Beaux Arts, fue construido por George W. Rickman and Sons Company de Kalamazoo.
El Palacio de Justicia del Condado de Ingham fue incluido en el Registro de Lugares Históricos de Míchigan el 18 de mayo de 1971 y fue incluido en el Registro Nacional de Lugares Históricos el 13 de diciembre de 1971.
Hoy en día, el edificio todavía se utiliza como Palacio de Justicia del Condado de Ingham, aunque muchas de sus funciones originales se llevan a cabo en el Palacio de Justicia en Memoria de los Veteranos en 313 West Kalamazoo Street y en otros lugares de Lansing, la ciudad más grande del condado y la capital de Míchigan.

## En la cultura
- 1969: El juicio por asesinato por el incidente del Algiers Motel del oficial de policía de Detroit Ronald August fue trasladado al Palacio de Justicia del Condado de Ingham desde el condado de Wayne después de la publicación del libro de 1968 de John Hersey sobre el incidente.[5][6]
- 2011: Las escenas de la corte de la película Real Steel protagonizada por Hugh Jackman se filmaron en el Palacio de Justicia del Condado de Ingham.[7]